# Janusz Lignarski
Janusz Lignarski (ur. 26 marca 1958 r. w Oławie) – polski informatyk, samorządowiec, pierwszy burmistrz Stronia Śląskiego w latach 1990–1994.

## Życiorys
Urodził się w 1958 roku w Oławie, gdzie ukończył szkołę podstawową, a następnie liceum ogólnokształcące. Po uzyskaniu świadectwa maturalnego rozpoczął studia informatyczne na Politechnice Wrocławskiej, uzyskując tytuł zawodowy inżyniera. Swoje dorosłe życie związał z ziemią kłodzką. W 1990 roku uzyskał mandat radnego w pierwszych wolnych wyborach do Rady Miasta i Gminy Stronie Śląskie. W tym samym roku został przez nią powołany na urząd burmistrza, którą sprawował do końca kadencji w 1994 roku. Był inicjatorem i pierwszym prezesem w latach 1994-1995 Towarzystwa Przyjaciół Białej Lądeckiej. Następnie został zatrudniony w Zakładzie Usług Komunalnych w Bystrzycy Kłodzkiej, gdzie do 2008 roku pełnił funkcję prezesa.